# Erik Estrada

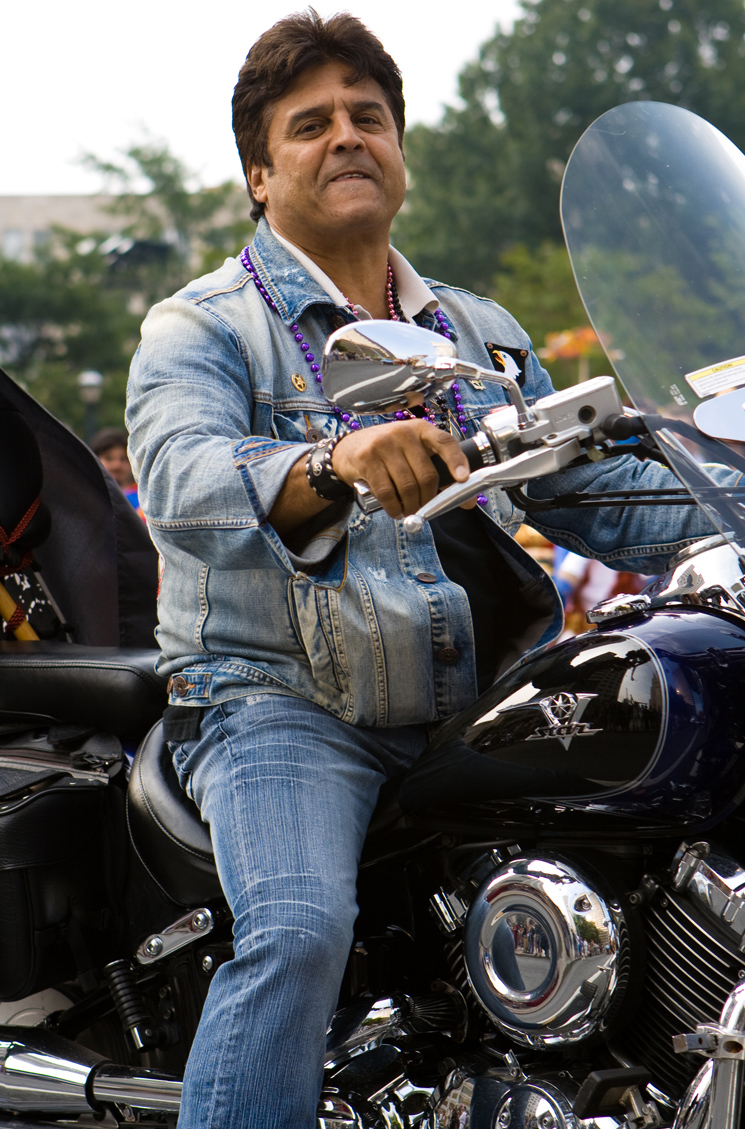
Erik Estrada 2007 in Atlanta

Erik Estrada (* 16. März 1949 in New York City als Henry Enrique Estrada) ist ein US-amerikanischer Schauspieler.

## Leben
Durch die Serie CHiPs (1977–1983), in der er den Motorrad-Polizisten Francis ‚Ponch‘ Poncherello darstellte, avancierte Estrada zum Fernsehstar und Teenie-Idol. Zwischenzeitlich verließ er die Serie wegen Streitigkeiten mit dem zweiten Hauptdarsteller Larry Wilcox, kehrte jedoch nach einer Weile zurück. Da die Streitigkeiten, in denen es zumeist um die Gage ging, anhielten, verließ später Larry Wilcox die Serie, welche kurz darauf wegen massiven Quotenrückgangs abgesetzt wurde.
Nach dem Ende von CHiPs tat sich Estrada schwer, in Hollywood Fuß zu fassen und gute Rollen zu bekommen. So trat er häufig in Serien wie Die Nanny, Cybill, Sabrina – Total Verhext!, Immer wieder Jim, Scrubs – Die Anfänger, Auf schlimmer und ewig und Diagnose: Mord auf, in denen er sein Image als gescheiterter Ex-Star parodierte. 1993 bekam er einen Gastauftritt in der Serie Zwei Supertypen in Miami. In der Folge Die Rache des Gonzales verkörperte er, als Gegenspieler von Bud Spencer, einen Ausbrecher. In der Folge Tödliches Spiel hatte Bud Spencer ihn ins Gefängnis gebracht.
Er ist zudem häufig in mexikanischen Fernsehproduktionen zu sehen, obwohl er trotz seiner puerto-ricanischen Wurzeln kein Spanisch spricht und ihm sein Text über einen Knopf im Ohr vorgesagt werden muss. 1993 spielte er eine Hauptrolle in der mexikanischen Telenovela Dos mujeres, un camino, die ihm eine hohe Gage und wieder etwas mehr Popularität einbrachte.
1998 wirkten er und Larry Wilcox, trotz der früheren Streitigkeiten, in dem Fernsehspecial CHiPs '99 mit. Von 2000 bis 2005 sprach er in der US-Comedy-Cartoon Sendung Sealab 2021 die Rolle des stereotypischen Latinos Marco Rodrigo Diaz de Vivar Gabriel Garcia Marquez.
Erik Estrada ist in dritter Ehe verheiratet und hat drei Kinder. Er engagiert sich gegen Drogen und die Zigarettenindustrie.

## Filmografie (Auswahl)

### Filme
- 1970: Das Kreuz und die Messerhelden (The Cross and the Switchblade)
- 1971: Chrom und heißes Leder (Chrome and Hot Leather)
- 1972: The Line – Tausend Meilen bis zur Hölle (The Line)
- 1972: Polizeirevier Los Angeles Ost (The New Centurions)
- 1974: Giganten am Himmel (Airport 1975)
- 1976: Keine Gnade, Mister Dee! (Trackdown)
- 1976: Mel Brooks’ letzte Verrücktheit: Silent Movie (Silent Movie)
- 1976: Schlacht um Midway (Midway)
- 1984: Die Himmels-Maschine – Einladung eines Verrückten (Where Is Parsifal?)
- 1985: Neonkiller (Colpi di luce)
- 1985: Der Denunziant (Il pentito)
- 1987: Die Stunde der Meuchelmörder (Hour of the Assassin)
- 1988: Das Dreckige Dutzend 4 (The Dirty Dozen: The Fatal Mission, Fernsehfilm)
- 1988: Der Todesmajor (The Lost Idol)
- 1988: Phantastic Adventure (Andy Colby’s Incredible Adventure)
- 1989: Mörderischer Trieb (She Knows Too Much, Fernsehfilm)
- 1990: Bestien hinter Gittern (Caged Fury)
- 1990: Die Stärke der Macht (A Show of Force)
- 1990: Sex Frauen räumen ab (Guns)
- 1991: Du bist ja ein Engel! (Earth Angel, Fernsehfilm)
- 1991: Girls, Games and Guns (Do or Die)
- 1992: Deadly Avenger (Divine Enforcer)
- 1992: Blöd und blöder (The Naked Truth)
- 1993: Loaded Weapon 1
- 1996: Blitzschlag im Cockpit – Katastrophe in den Wolken (Panic in the Skies!, Fernsehfilm)
- 1998: CHiPs '99 (Fernsehfilm)
- 1998: Lost in Hollywood
- 1998: Ein toller Sommer mit Tom Sawyer (The Modern Adventures of Tom Sawyer)
- 1999: Killer Kobra (King Cobra)
- 2002: Party Animals – Wilder geht’s nicht! (National Lampoon’s Van Wilder)
- 2012: Hillbilly Highway (Highway)
- 2014: Planes 2 – Immer im Einsatz (Planes: Fire & Rescue, Stimme)
- 2017: CHiPs (Cameo-Auftritt)
- 2022: Tucson Heat

### Serien
- 1973: Hawaii Fünf-Null (Hawaii Five-O, Folge 5x22)
- 1973: Owen Marshall – Strafverteidiger (Owen Marshall: Counselor at Law, Folge 3x02)
- 1974: Notruf California (Emergency!, Folge 4x12)
- 1975: Kojak – Einsatz in Manhattan (Kojak, Folge 2x16)
- 1975: Mannix (Folge 8x14)
- 1975: Der Sechs-Millionen-Dollar-Mann (The Six Million Dollar Man, Folge 3x06)
- 1975: Make-up und Pistolen (Police Woman, Folge 2x12)
- 1976: Barnaby Jones (Folge 4x19)
- 1976: Baretta (Folge 2x19)
- 1976: Spencers Piloten (Spencer's Pilots, Folge 1x01)
- 1977: Delvecchio (Folge 1x14)
- 1977–1983: CHiPs (135 Folgen)
- 1978: Love Boat (The Love Boat, Folge 2x05)
- 1987: Die wilde Rose (Rosa salvaje, Folge 1x33)
- 1987: Hunter (3 Folgen)
- 1991/1993: Zwei Supertypen in Miami (Detective Extralarge, 2 Folgen)
- 1993: L.A. Law – Staranwälte, Tricks, Prozesse (L.A. Law, Folge 7x14)
- 1993: Die Verschwörer (Dark Justice, Folge 3x01)
- 1994: Detektiv Hanks (The Cosby Mysteries, Folge 1x03)
- 1995: Die Nanny (The Nanny, Folge 2x15 Ein toller Begleiter)
- 1995: Cybill (Folge 1x02)
- 1996: Auf schlimmer und ewig (Unhappily Ever After, Folge 3x10 Der Traum von Hollywood)
- 1997: Baywatch – Die Rettungsschwimmer von Malibu (Baywatch, Folge 7x10 Feuer und Wasser)
- 1997: Sabrina – Total Verhext! (Sabrina, the Teenage Witch, 2 Folgen)
- 1997: Diagnose: Mord (Diagnosis: Murder, Folge 5x09)
- 1999: Pacific Blue – Die Strandpolizei (Pacific Blue, Folge 4x15)
- 1999: Family Guy (Fernsehserie, Folge 1x02, Stimme)
- 1999: Walker, Texas Ranger (Folge 8x06)
- 1999–2002: V.I.P. – Die Bodyguards (V.I.P., 3 Folgen)
- 2000: Popular (3 Folgen)
- 2000–2005: Sealab 2021 (35 Folgen, Stimme)
- 2001: Reich und Schön (The Bold and the Beautiful, 5 Folgen)
- 2002: Lizzie McGuire (Folge 2x02)
- 2003: Scrubs – Die Anfänger (Scrubs, Folge 3x07 Meine fünfzehn Sekunden)
- 2004: The Guardian – Retter mit Herz (The Guardian, Folge 3x18)
- 2004: Drake & Josh (Folge 2x09)
- 2005: King of Queens (The King of Queens, Folge 7x13 Kein Mann der großen Worte)
- 2006/2009: Immer wieder Jim (According to Jim, 2 Folgen)
- 2009: My Name Is Earl (2 Folgen)
- 2010/2012: Adventure Time – Abenteuerzeit mit Finn und Jake (Adventure Time, 2 Folgen, Stimme)
- 2011: Phineas und Ferb (Phineas and Ferb, Folge 3x01, Stimme)
- 2016: Still the King (Folge 1x06)
- 2022: Cobra Kai (Folge 5x02)
- 2023: The Masked Singer (Gastauftritt Folge 9x07)
- 2024: Fallout (Folge 1x07)

## Musikvideos (Auswahl)
- 1996: Pepper von Butthole Surfers
- 2003: Just Lose It von Eminem